# 哈里·比烏蒂曼
哈里·比烏蒂曼（英語：Harry Beautyman；1992年4月1日—）是一位英格蘭足球運動員。在場上的位置是中場。他現在效力於英格蘭足球全國聯賽球隊瑟頓聯。

## 外部連結
- 足球数据库：哈里·比烏蒂曼的球员统计数据